# Ruda (Svezia)
Ruda è un'area urbana della Svezia situata nel comune di Högsby, contea di Kalmar.
La popolazione risultante dal censimento 2010 era di 613 abitanti.